# Франц Вагнер
Франц Вагнер (нім. Franz Wagner, 23 вересня 1911, Відень, Австро-Угорщина — 8 грудня 1974, Відень, Австрія) — австрійський футболіст, що грав на позиції півзахисника, зокрема, за клуб «Рапід» (Відень), а також національну збірну Німеччини. По завершенні ігрової кар'єри — тренер.
Шестиразовий чемпіон Австрії. Володар Кубка Австрії. Чемпіон Німеччини. Володар Кубка Німеччини. Чемпіон Австрії (як тренер). 

## Клубна кар'єра
У дорослому футболі дебютував 1931 року виступами за команду клубу «Вієнна Крикет». 
Своєю грою за цю команду привернув увагу представників тренерського штабу клубу «Рапід» (Відень), до складу якого приєднався 1931 року. Відіграв за віденську команду наступні дванадцять сезонів своєї ігрової кар'єри. За цей час чотири рази виборював титул чемпіона Австрії, ставав чемпіоном Німеччини, володарем Кубка Німеччини.
Протягом 1944 року захищав кольори команди клубу «Маркерсдорф».
Завершив професійну ігрову кар'єру у клубі «Рапід» (Відень), у складі якого вже виступав раніше. Прийшов до команди 1946 року, захищав її кольори до припинення виступів на професійному рівні у 1949. За цей час додав до переліку своїх трофеїв ще один титул чемпіона Австрії.

## Виступи за збірні
1933 року дебютував в офіційних матчах у складі національної збірної Австрії. Протягом кар'єри у національній команді, провів у її формі 18 матчів. Після аншлюсу став грати за збірну окупантів. Провів у її складі 3 матча.
У складі національної збірної Австрії був учасником чемпіонату світу 1934 року в Італії де зіграв проти Франції (3-2), Угорщини (2-1), Італії (0-1) і Німеччини (2-3).
Був присутній в заявці національної збірної Німеччини на чемпіонаті світу 1938 року у Франції, але на поле не виходив.

## Кар'єра тренера
Розпочав тренерську кар'єру, повернувшись до футболу після невеликої перерви, 1955 року, очоливши тренерський штаб клубу «Рапід» (Відень). Привів команду до звання чемпіона Австрії.
Помер 8 грудня 1974 року на 64-му році життя у місті Відень.

## Титули і досягнення

### Як гравця
- Чемпіон Австрії (6):

«Рапід» (Відень): 1934-1935, 1937-1938, 1939-1940, 1940-1941, 1945-1946, 1947-1948
- Володар Кубка Австрії (1):

«Рапід» (Відень): 1945-1946
- Чемпіон Німеччини (1):

«Рапід» (Відень): 1940-1941
- Володар Кубка Німеччини (1):

«Рапід» (Відень): 1938
- Переможець Німецького гімнастичного і спортивного фестивалю (1):

Збірна Остмарк: 1938

### Як тренера
- Чемпіон Австрії (1):

«Рапід» (Відень): 1955-1956